# Sghair Ould M'Bareck
Sghair Ould M'Bareck (in arabo  اسغير ولد امبارك; Néma, 1954) è un politico mauritano.
È stato Primo ministro della Mauritania dal luglio 2003 all'agosto 2005.
Nel 2009 è stato tra i candidati alle elezioni presidenziali in Mauritania del 2009, ma ha raccolto solo lo 0,23% dei voti.